# Alta kraftverk

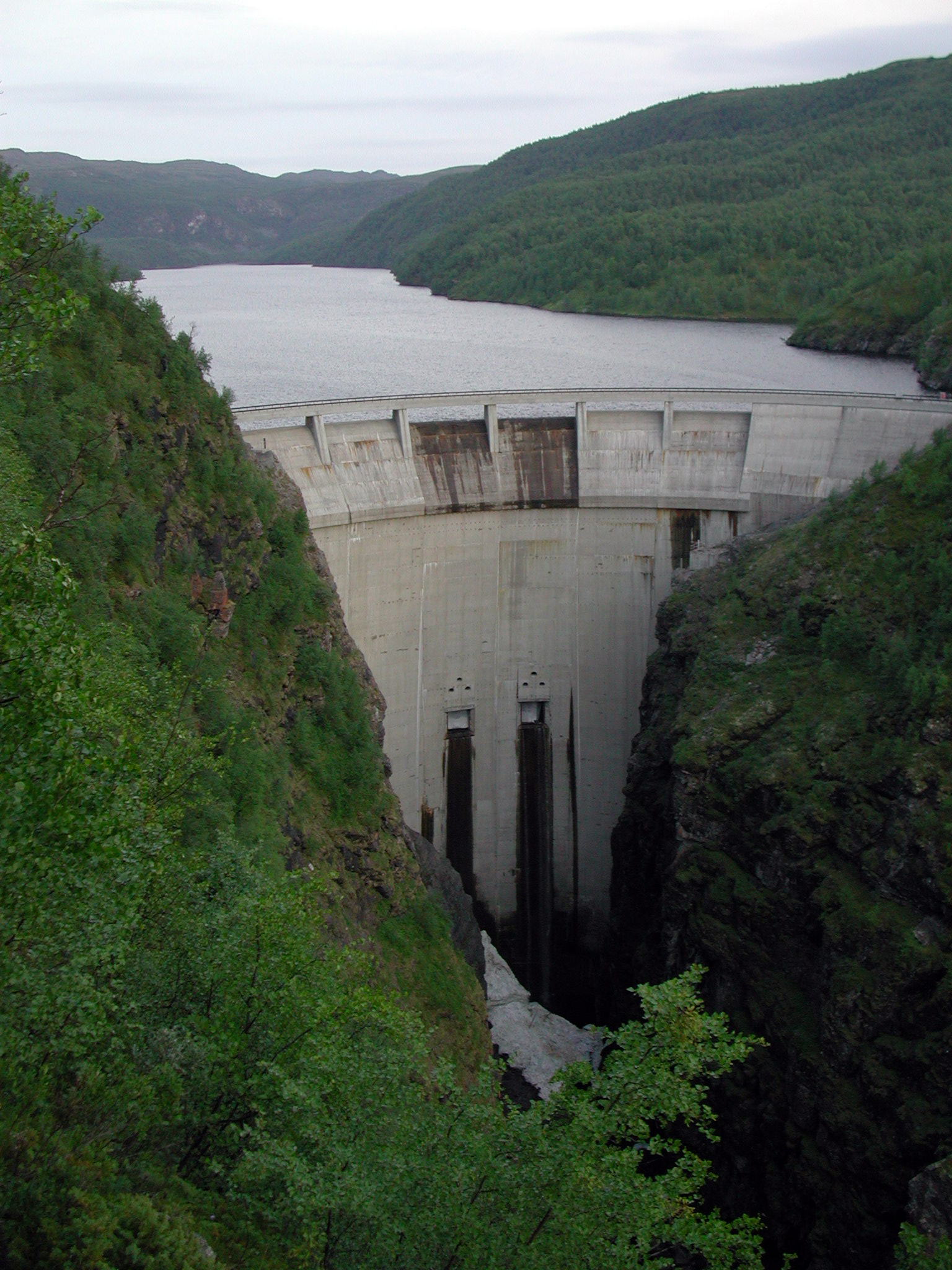
Dammen vid Alta kraftverk år 2003

Alta kraftverk är ett vattenkraftverk i Altaälvens dalgång i Finnmark fylke i Norge.
Alta kraftverk blev vida känt genom Alta-konflikten, Norges största civila olydnadsaktion. Demonstrationerna blev extra stora eftersom utbyggnaden också påverkade de samer som hade renskötsel i området. Altaälven är känd för sitt laxfiske.
Alta kraftverk, som ägs av Statkraft och togs i drift 1987, har två Francisturbiner på 100 MW respektive 50 MW och producerar i genomsnitt 655 GWh per år. Det ligger i övre delen av kanjonen Sautso, 40 kilometer från Altaälvens utlopp i havet.
Kraftverket utnyttjar en fallhöjd på 185 meter från ett 18 kilometer långt magasin. Virdnejavrimagasinet regleras mellan 265 och 200 meter över havet. Från den 110 meter höga dammen till kraftverkets utlopp är älven torrlagd på en sträcka av två kilometer.